# Préaux (Mayenne)
Préaux é uma comuna francesa na região administrativa da Pays de la Loire, no departamento de Mayenne. Estende-se por uma área de 9,58 km². Em 2010 a comuna tinha 172 habitantes (densidade: 18 hab./km²).